# Billet de zéro euro souvenir

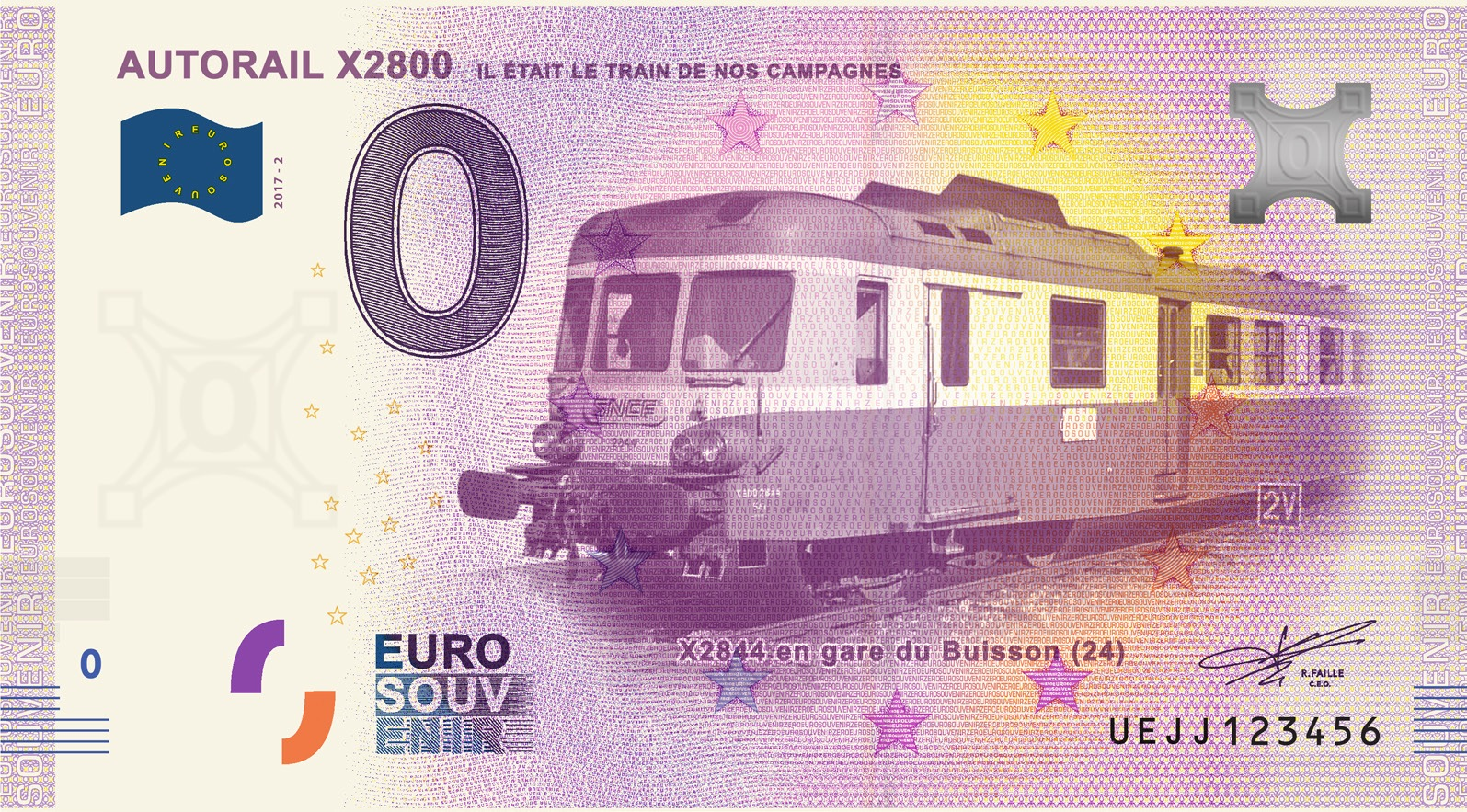
Bon à tirer du billet Euro Souvenir UEJJ 2017-2 Autorail X2800 - Il était le train de nos campagnes.

Un billet  de 0 euro souvenir est un objet souvenir fabriqué sur le modèle d'un billet euro par la société Oberthur Fiduciaire et vendu par Euro Banknote Memory,. L'illustration du billet est déclinée en fonction de son lieu de vente. Ces billets sont très prisés des collectionneurs, pour leurs illustrations, leur diversité et les éléments de sécurité authentiques.
La vente des billets souvenir génère pour les sites touristiques des recettes importantes ce qui permet l'entretien et la valorisation du patrimoine historique et culturel.

## Historique
Les premiers billets de zéro euro sont présentés au public le 1er avril 2015. L'inventeur de ces billets est Richard Faille, président de la société Euro Banknote Memory, qui avait également créé en 1996 le concept des médailles souvenirs en partenariat exclusif avec la Monnaie de Paris. La première série compte cent billets différents comprenant uniquement des sites touristiques français. Ils sont vendus à leur lancement au prix de deux euros l'unité,,. Depuis 2021, il existe plus de 2 500 billets différents, de 30 pays d'Europe et du reste du monde,.
Les billets sont imprimés avec les mêmes caractéristiques techniques que les billets de banque, par Oberthur Fiduciaire une des plus grandes imprimeries fiduciaires mondiale. Filigrane, fil de sécurité, encres fiduciaires, hologramme ou encore numéro de sécurité individuel, la ressemblance est frappante à la seule différence que le papier utilisé est légèrement différent de celui des billets fiduciaires en Euros, ce qui permet aux coupures de zéro euro de ne pas être détectées par les machines automatiques comme étant un moyen de paiement.

## Description
Le revers de tous les billets 0 euro souvenir comporte un zéro blanc suivi du signe de l'euro pour indiquer qu'il n'y a pas de valeur financière. Le revers est identique pour tous les billets mais présente des évolutions selon les années. Y sont représentés, pour la série 2015 (de gauche à droite), le pont du Gard, le Mont-Saint-Michel, la tour Eiffel, la cathédrale Notre-Dame de Paris et la Joconde. Pour les séries 2016 et 2017, la Porte de Brandebourg, Big Ben, la tour Eiffel, le Colisée, la Sagrada Familia, le Manneken Pis et la Joconde. À partir de 2018, Big Ben est remplacée par la tour de Belém.

## Valeur numismatique
Le premier billet remarquable est un billet comprenant une erreur, le SARLAT 2015, appelé le « 6 oies de SARLAT » par les collectionneurs. Le modèle demandé devait comporter le dessin de trois oies. Le premier tirage contenait des billets faisant apparaître 6 oies, non conformes au dessin du billet figurant sur le bon à tirer. La série a été renvoyée à l’imprimeur fiduciaire, à l’exception d'une liasse de 1 000 billets qui avait été ouverte et qui ne pouvait donc être reprise. Ces billets ont ensuite été vendus par le site touristique au prix de 5 € l'unité.
Le billet de l'Arc de Triomphe de 2015 est également très recherché par les collectionneurs. C'est l'un des premiers billets produits et beaucoup ont été achetés par des touristes étrangers ce qui en laisse très peu sur le marché français. Quatre d'entre eux ont été vendus sur Ebay en 2018 à des prix compris entre 179 et 200 euros. Le record est pour le moment détenu par un billet allemand, représentant le stade de Duisbourg, qui a été acquis pour la somme de 1 000 euros lors d'une vente privée.

## Illustrations

Exemples de billets
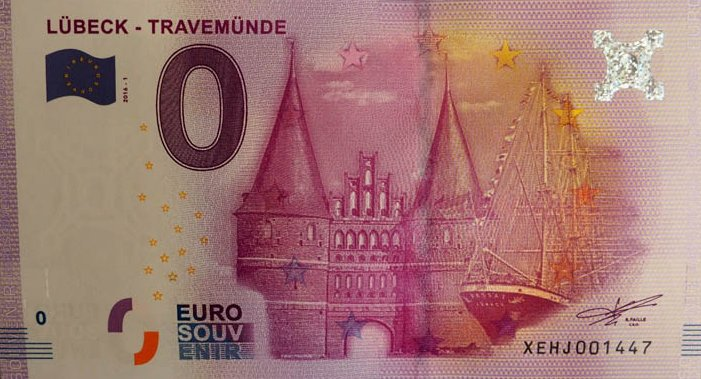
Holstentor (2016)
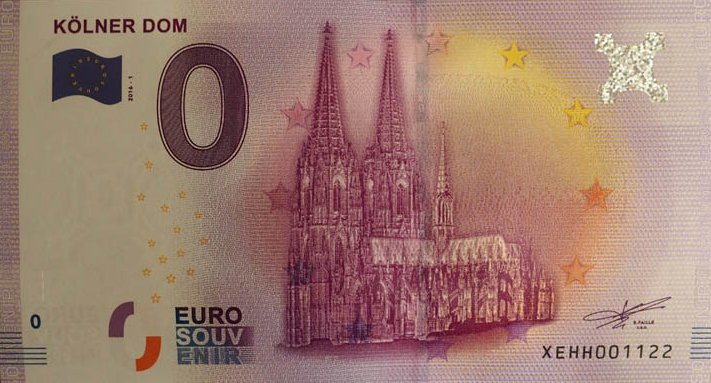
Kölner Dom (2016)
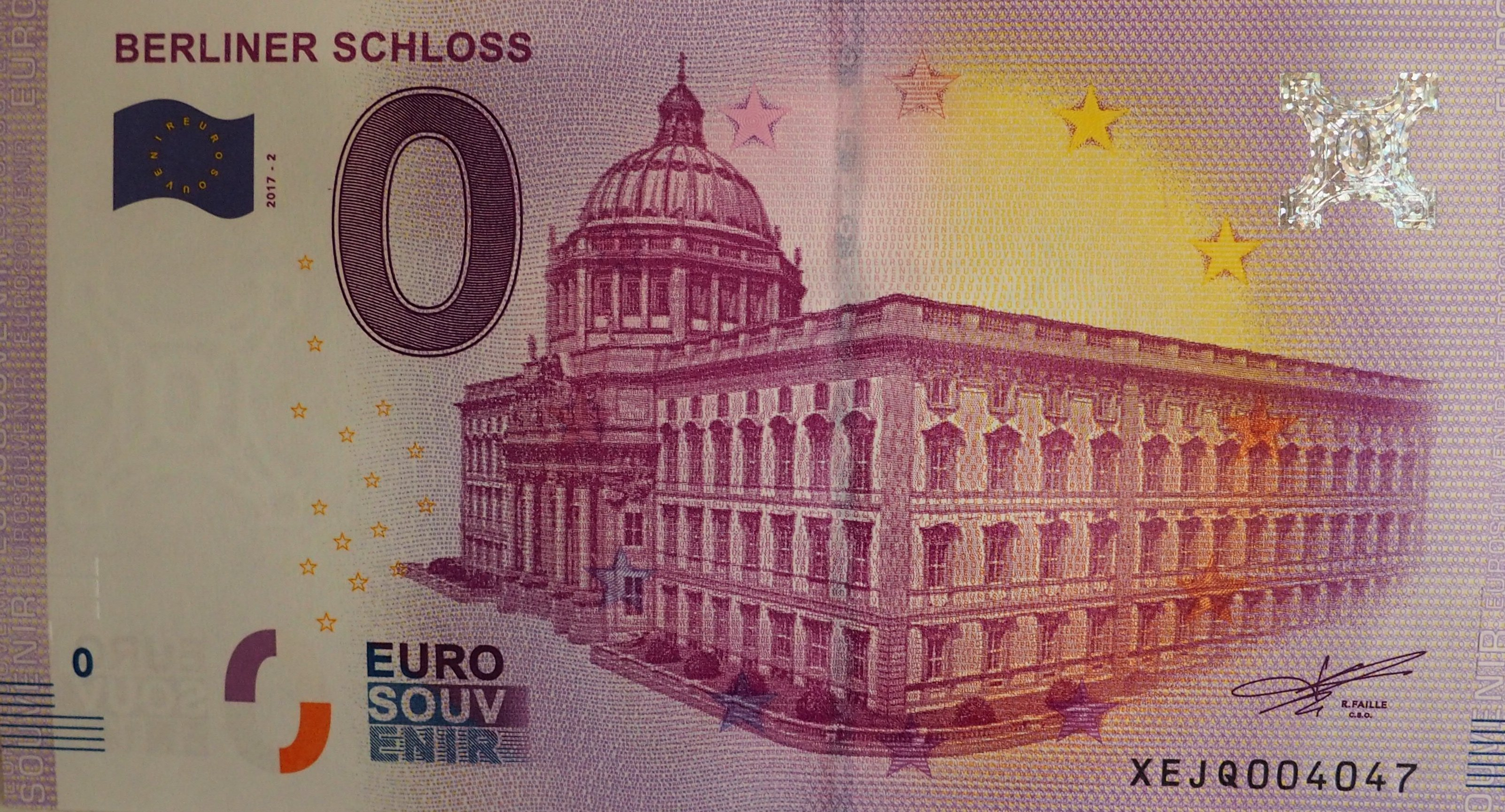
Berliner Schloss (2017)
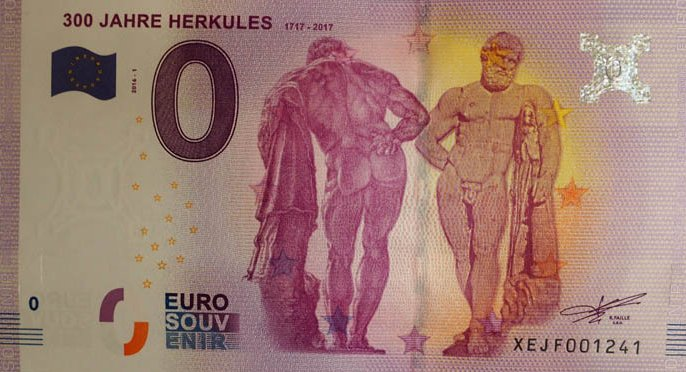
Kassel Herkules (2017)
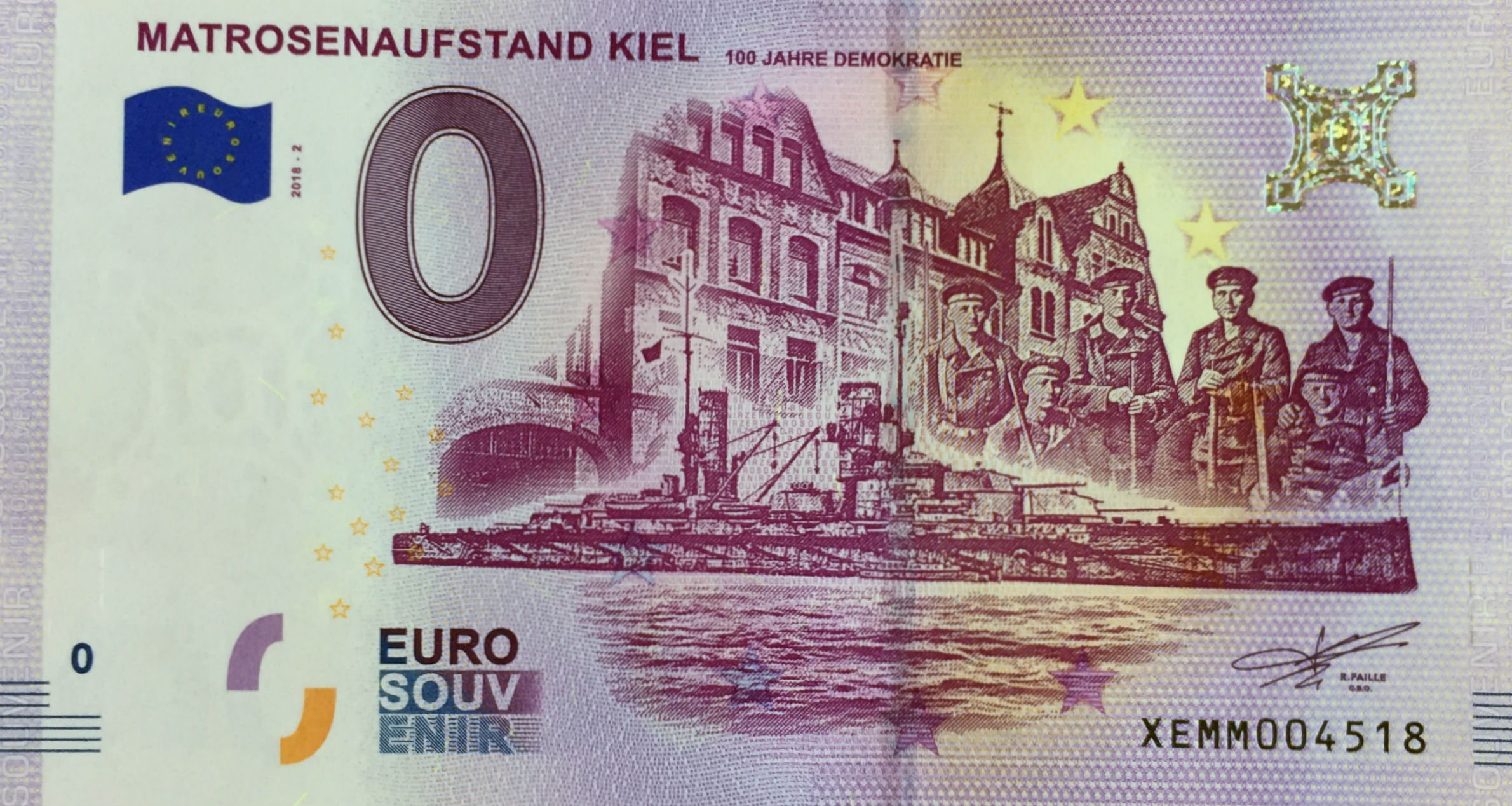
Matrosenaufstand Kiel (2018)
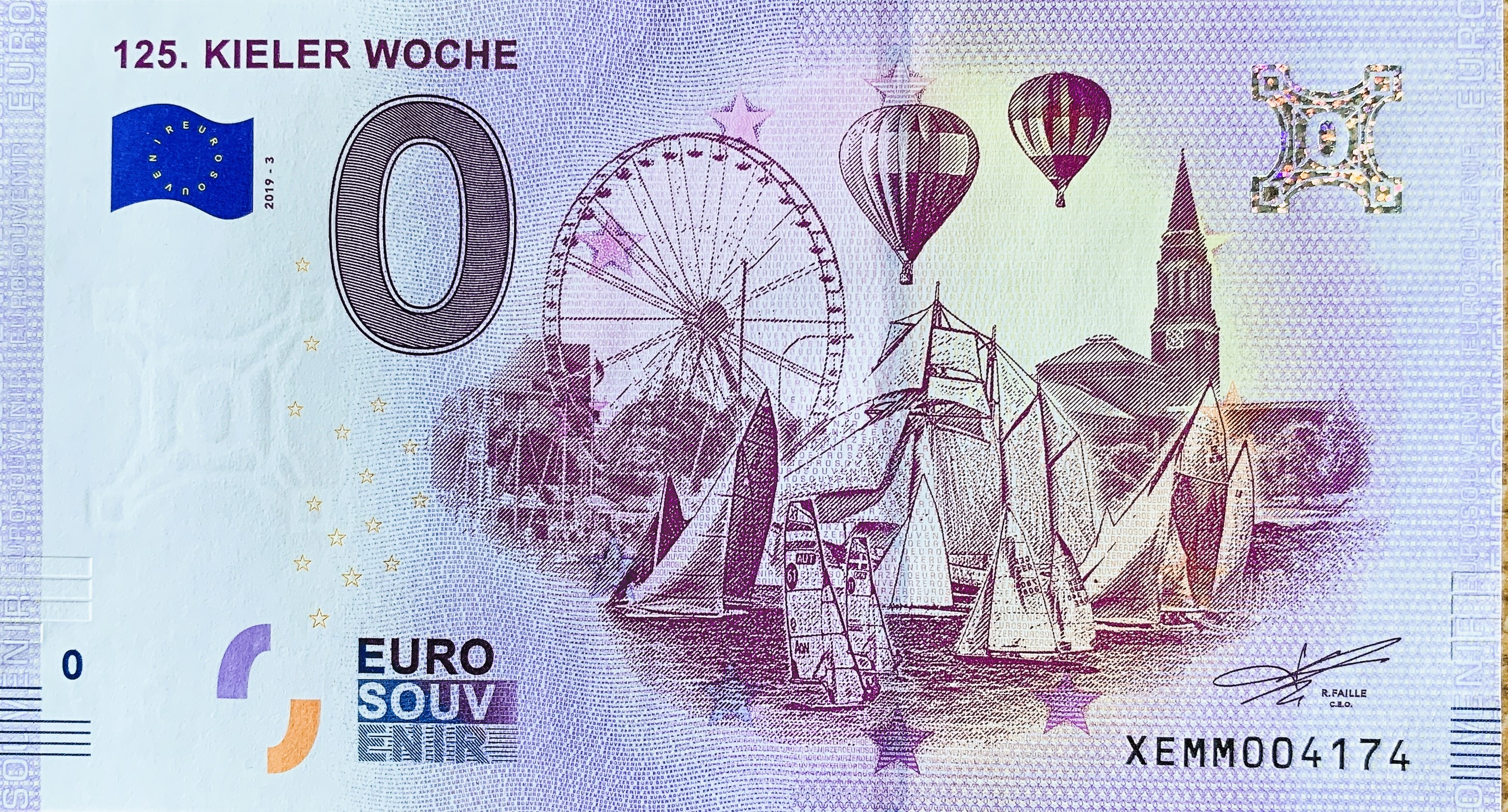
125. Kieler Woche (2019)
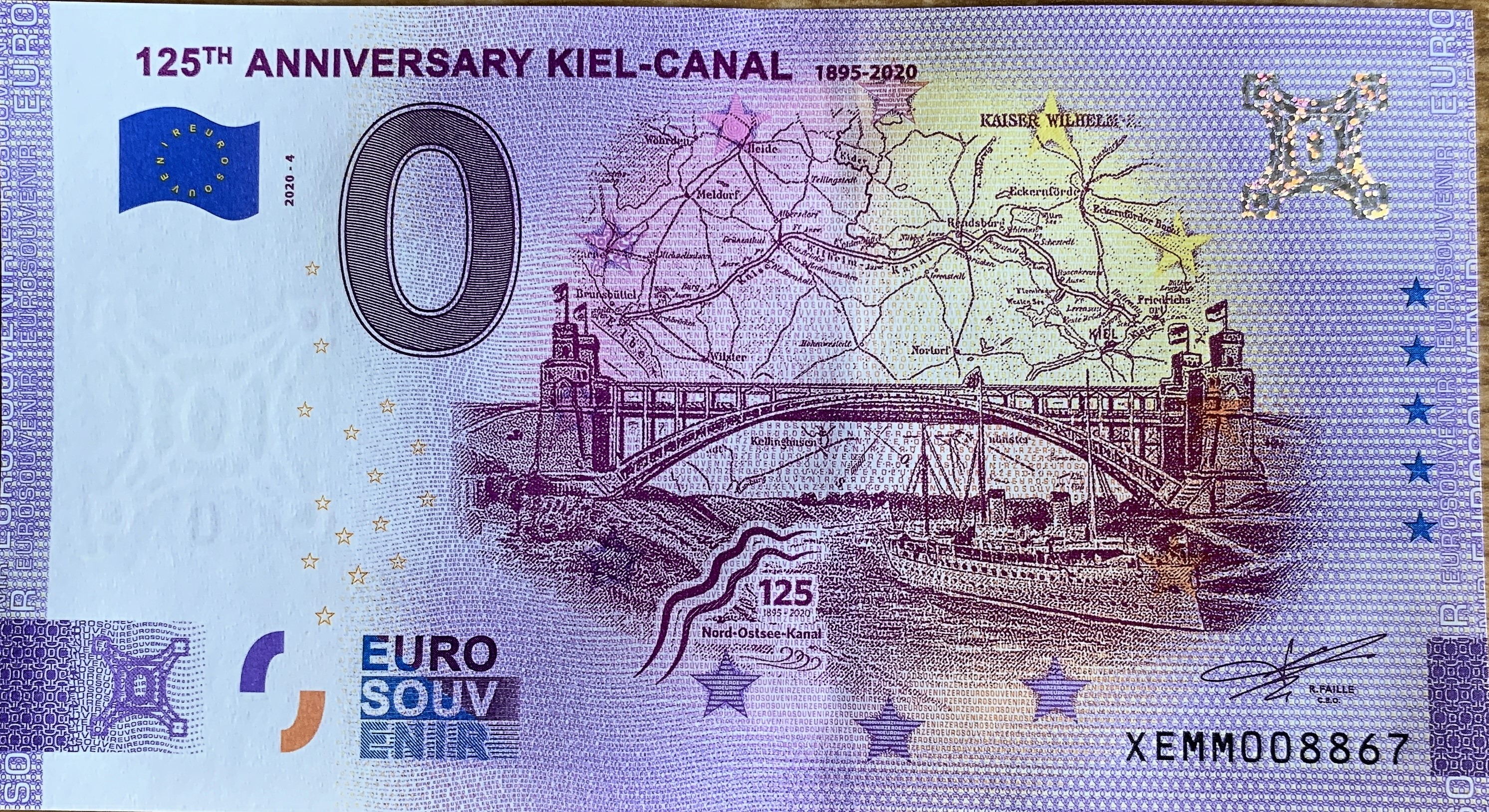
125 Jahre Kiel-Canal (2020)

## Tirages
| Zone euro               |      |      |      |      |      |      |
| Pays                    | 2015 | 2016 | 2017 | 2018 | 2019 | 2020 |
| Allemagne               |      | 13   | 80   | 160  | 174  | 241  |
| Andorre                 |      |      |      | 1    |      |      |
| Autriche                |      |      | 4    | 13   | 17   | 17   |
| Belgique                |      | 1    | 8    | 21   | 16   | 8    |
| Croatie                 |      |      |      |      | 3    |      |
| Espagne                 |      | 1    | 5    | 23   | 35   | 17   |
| Estonie                 |      |      |      | 1    |      |      |
| Finlande                |      |      | 1    | 16   | 21   | 24   |
| France                  | 93   | 107  | 127  | 134  | 121  | 149  |
| Grèce                   |      |      | 1    |      | 1    |      |
| Irlande                 |      |      |      | 1    | 6    | 6    |
| Italie                  |      |      | 4    | 15   | 24   | 31   |
| Lettonie                |      |      |      |      | 1    |      |
| Lituanie                |      |      |      | 4    |      |      |
| Luxembourg              |      |      | 1    | 1    | 4    |      |
| Malte                   |      |      |      | 1    | 5    |      |
| Monaco                  | 1    | 2    | 1    | 5    | 1    | 6    |
| Pays-Bas                |      |      | 2    | 1    | 18   | 42   |
| Portugal                |      |      | 3    | 31   | 33   | 28   |
| Saint-Marin             |      |      | 1    |      | 2    |      |
| Slovaquie               |      |      |      | 35   | 45   | 58   |
| Slovénie                |      |      |      | 1    |      |      |
| Vatican                 |      |      |      | 1    | 2    |      |
| Europe (hors zone euro) |      |      |      |      |      |      |
| Pays                    | 2015 | 2016 | 2017 | 2018 | 2019 | 2020 |
| Angleterre              |      |      |      |      |      | 2    |
| Bulgarie                |      |      |      |      | 1    |      |
| Géorgie                 |      |      |      | 1    |      |      |
| Norvège                 |      |      |      |      | 1    |      |
| Pologne                 |      |      |      |      | 1    | 6    |
| Roumanie                |      |      |      |      | 1    |      |
| Russie                  |      |      |      | 1    | 10   | 4    |
| République tchèque      |      |      |      | 1    | 9    | 10   |
| Suisse                  |      |      | 10   | 19   | 12   | 7    |
| Suède                   |      |      |      |      | 1    |      |
| Turquie                 |      |      |      |      | 14   | 8    |
| Reste du monde          |      |      |      |      |      |      |
| Pays                    | 2015 | 2016 | 2017 | 2018 | 2019 | 2020 |
| Arabie saoudite         |      |      |      |      | 1    |      |
| Arménie                 |      |      |      |      | 2    |      |
| Australie               |      |      |      |      | 1    |      |
| Brésil                  |      |      |      |      | 1    |      |
| Canada                  |      |      |      |      | 2    |      |
| Chine                   |      |      |      | 33   | 5    |      |
| Cuba                    |      |      |      |      | 2    |      |
| Égypte                  |      |      |      |      | 2    |      |
| Émirats arabes unis     |      |      |      |      | 2    |      |
| États-Unis              |      |      |      | 2    | 2    |      |
| Haïti                   |      |      |      |      | 1    |      |
| Inde                    |      |      |      |      | 6    | 9    |
| Indonésie               |      |      |      |      | 5    |      |
| Irak                    |      |      |      |      | 5    |      |
| Japon                   |      |      |      | 1    |      |      |
| Pérou                   |      |      |      |      | 1    |      |
| Qatar                   |      |      |      |      | 2    |      |